# 윌리엄 포터 (육상 선수)

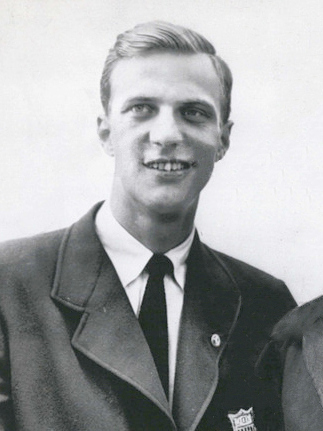

윌리엄 ("빌") 프랭클린 포터 주니어(William ("Bill") Franklin Porter Jr., 1926년 3월 24일 ~ 2000년 3월 10일)는 미국의 육상 선수로 1948년 런던 올림픽 110m 허들 금메달리스트였다.
미시간주 에섹스타운십에서 태어나 펜실베이니아주 포츠타운에 있는 더 힐 학교에서 수학하여 44'의 클래스를 졸업하였다. 그러고나서 웨스턴미시간 대학교에서 수학하였다. 그러고나서 웨스턴미시간 대학교에서 수학하였다.
포터는 110m 허들에서 1948년 단 하나의 AAU 타이틀을 우승하여 올림픽에 나가는 데 합격하였다. 최고의 허들 선수 해리슨 딜러드가 올림픽에서 허들에 나가는 데 합격하지 않았어도 포터, 클라이드 스콧과 크레이그 딕슨은 올림픽 결승전에서 필드의 나머지에 황급하게 나갔다. 다른 5명의 선수들이 뒤로 밀리면서 시작부터 종말까지 그들은 거의 1 대 1로 달렸다. 결승선에서 스콧이 2위를 위하여 인치 차이로 딕슨을 꺾으면서 포터는 명확한 우승을 거두었다.
육상 경력 이후, 포터는 노스웨스턴 대학교 동문 합동 회의를 위하여 일하고 후에 캘리포니아주에서 판매점을 열었다.
74세의 생일을 14일 앞둔 채 어바인에서 사망하였다.